# Regeringen Thyselius
Regeringen Thyselius var Sveriges regering mellan 13 juni 1883 och 16 maj 1884. Regeringschef (statsminister) var Carl Johan Thyselius.

## Statsråd
| Statsminister         |  | Carl Johan Thyselius*       | 13 juni 1883     | 16 maj 1884       | Oberoende konservativ |       |
| Justitieminister      |  | Nils von Steyern*           | 19 april 1880    | 6 februari 1888   | Partilös              | [ 1 ] |
| Utrikesminister       |  | Carl Fredrik Hochschild*    | 27 april 1880    | 25 september 1885 | Partilös              | [ 2 ] |
| Krigsminister         |  | Axel Ryding*                | 16 juni 1882     | 4 oktober 1887    | Partilös              | [ 3 ] |
| Sjöförsvarsminister   |  | Carl Gustaf von Otter*      | 19 april 1880    | 16 december 1892  | Partilös              | [ 3 ] |
| Finansminister        |  | Robert Themptander*         | 8 mars 1881      | 28 maj 1886       | Oberoende liberal     | [ 4 ] |
| Ecklesiastikminister  |  | Carl Hammarskjöld*          | 27 augusti 1880  | 6 februari 1888   | Partilös              | [ 5 ] |
| Civilminister         |  | Fredrik Hederstierna*       | 19 april 1880    | 5 oktober 1883    | Partilös              |       |
| Civilminister         |  | Carl Johan Thyselius*       | 5 oktober 1883   | 30 november 1883  | Oberoende konservativ |       |
| Civilminister         |  | Edvard von Krusenstjerna*   | 30 november 1883 | 12 oktober 1889   | Partilös              |       |
| Konsultativa statsråd |  |                             |                  |                   |                       |       |
| Konsultativa statsråd |  | Johan Christer Emil Richert | 1880             | 1889              | Partilös              |       |
| Konsultativa statsråd |  | Henric Lovén                | 1874             | 1889              | Partilös              |       |
| Konsultativa statsråd |  | Edvard von Krusenstjerna    | 5 oktober 1883   | 30 november 1883  | Partilös              |       |